# Vicente Santamaría de Paredes
Vicente Santamaría de Paredes (Madrid, 17 de mayo de 1853-Madrid, 26 de enero de 1924) fue un abogado y político español, i conde de Santamaría de Paredes, ministro de Instrucción Pública y Bellas Artes durante el reinado de Alfonso XIII.
Catedrático de Derecho Político y Administrativo en las Universidades de Valencia y Madrid, fue profesor de Alfonso XIII. Miembro del Partido Conservador inició su carrera política como diputado por Cuenca en la legislatura de 1886, repitiendo escaño en las de 1893 y 1898. En 1901 continuó su carrera política como senador, con la consideración de vitalicio desde 1903.
El 9 de marzo de 1889, reemplazando al señor Nieto y siendo ya catedrático de Derecho administrativo en la Universidad Central, tomó posesión como director general de Instrucción pública. Ministro de Instrucción Pública y Bellas Artes entre el 1 de diciembre de 1905 y el 10 de junio de 1906, en un gobierno presidido por Segismundo Moret.
Fue nombrado conde de Santamaría de Paredes en 1920.